# هشيش مخدر
هشيش مخدر (الاسم العلمي: Psathyrella narcotica) هو نوع من الفطريات يتبع جنس الهشيش من الفصيلة الهشيشية.